# Продулешть (комуна)
Продулешть, Продулешті (рум. Produlești) — комуна у повіті Димбовіца в Румунії. До складу комуни входять такі села (дані про населення за 2002 рік):
- Броштень (1143 особи)
- Костештій-дін-Дял (1027 осіб)
- Продулешть (1406 осіб)

Комуна розташована на відстані 55 км на північний захід від Бухареста, 24 км на південь від Тирговіште, 141 км на схід від Крайови, 105 км на південь від Брашова.

## Населення
За даними перепису населення 2002 року у комуні проживали 3576 осіб.
Національний склад населення комуни:
| Національність | Кількість осіб | Відсоток |
| -------------- | -------------- | -------- |
| румуни         | 3530           | 98,7%    |
| цигани         | 42             | 1,2%     |
| серби          | 3              | 0,1%     |
| турки          | 1              | < 0,1%   |

Рідною мовою назвали:
| Мова      | Кількість осіб | Відсоток |
| --------- | -------------- | -------- |
| румунська | 3567           | 99,7%    |
| циганська | 5              | 0,1%     |
| сербська  | 3              | 0,1%     |
| турецька  | 1              | < 0,1%   |

Склад населення комуни за віросповіданням:
| Релігія       | Кількість осіб | Відсоток |
| ------------- | -------------- | -------- |
| православні   | 3564           | 99,7%    |
| баптисти      | 5              | 0,1%     |
| п'ятдесятники | 3              | 0,1%     |
| адвентисти    | 2              | 0,1%     |
| римо-католики | 1              | < 0,1%   |
| мусульмани    | 1              | < 0,1%   |